# 미카사 아커만
미카사 아커만(일본어: ミカサ・アッカーマン, 영어: Mikasa Ackerman)은 진격의 거인에 등장하는 인물이다.

## 공식 능력치
| 공식 능력치 | 수치 |
| ----------- | ---- |
| 격투술      | 10   |
| 두뇌전      | 8    |
| 협조성      | 6    |
| 행동력      | 9    |
| 가족애      | 10   |
| 평가        | A+   |

## 신체 사항 및 외형
신장은 170cm로 19살 즈음에 6cm가 부쩍 자라 176cm가 되었다. 몸무게는 68kg. 신체의 조직 대부분이 풍부한 근육 섬유로 이루어져 막강한 운동신경을 지녔다. 신장 대비 엄청난 근육량과 맞물려 늠름하고 강력한 체격이며 어지간한 남성 병사를 압도하는 체질량 지수이다. 신장은 170cm이고 인외의 강함으로 탄생한 후천적ㆍ선천적 근력을 바탕으로 중량의 철근을 양어깨로 멀쩡히 들어올렸다. 이는 미카사의 부계 혈통인 아커만 가문의 DNA를 각성한 영향이다.
검은 긴 생머리와 검은색 홍채, 이목구비가 균형감 있게 어우러진 아름답고 잘생긴 흑발흑안의 미소녀이다. 평소에는 엘런이 준 빨간색 목도리를 엘런의 흔적, 분신처럼 애지중지하며 두르고 있기에 더운 날씨 같은 특별한 경우를 제외하면 늘 목도리를 착용한 모습으로 등장하며 공식 표지에서도 이 모습으로 등장한다. 이국적인 매력이 살아있는 동양계 미소녀로 미카사의 외견은 전반적으로 모계 혈통인 아즈마비토 가문의 유전적 영향을 많이 받았기 때문이다. 초점이 비친 듯 안 비친 듯 흐릿하고 차가운 눈도 미카사의 개성이다. 평상시의 모습은 미카사의 미모, 냉철한 성격과 어우러져 날카롭고 신비로운 아우라를 풍기지만, 전투 상황에서 보이는 투지 넘치는 표정은 적을 단숨에 압도할 것 같은 위압적인 카리스마를 뿜는다. 장 키르슈타인은 미카사를 처음 본 순간부터 껌뻑 죽을 정도로 미카사를 좋아했지만, 미카사 본인은 엘런한테만 일편단심 헌신하고 장에게 일절 무관심하다. 헤어 스타일은 어린 시절에서 성인에 이르기까지 다양하게 바뀐다. 9~10살까지만 하더라도 머리카락이 직선형으로 어깨 아래까지 뻗어져 내려오는 장발이었다. 그런데 12세에 막 훈련병단에 입단했을 때는 "장발을 냅두었다가 입체기동훈련을 하다 부상이라도 당하면 어떡하냐? 머리카락을 잘라둬라."라고 충고한 엘런의 조언에 동의하여 미용실에서 보브컷의 웨이브 단발로 잘랐다. 몇년이 흘렀을 때는 머리칼이 어느 정도 길어져서 머리끈으로 묶을 수 있게 되었지만, 모종의 사고가 일어나 다시 귓가 아래까지만 내려온 단발로 바뀌었다. 엘런이 4년 후 열아홉살이 되면서 머리를 다듬어지지 않은 장발로 기른 것과 대조적이다.

## 생애
어릴 적에는 숲속 오두막집에서 부모님과 같이 살고 있었다. 그러던 어느 날, 동양인을 노린 일당의 습격으로 부모님을 잃고 납치당하는 사건이 벌어진다. 납치범들은 방해가 되는 아버지는 죽이고 상품 가치가 있는 동양인인 어머니는 생포하려 했으나, 예상 밖의 강한 저항에 당황하여 죽여버리고 동양계 혼혈인 미카사라도 데려간다.
이날 진료 오기로 되어 있었던 의사 그리샤 예거와 그의 아들 엘런 예거는 뒤늦게 이 현장을 발견하게 된다. 아버지가 헌병을 부르러 도시로 간 사이 엘런은 "꼼짝 말고 여기 있어"라는 아버지의 말을 어기고 홀로 미카사를 뒤쫓는다. 이후 엘런은 근방에서 납치범이 있는 것으로 보이는 오두막을 발견하고, 자신이 어린아이라는 사실에 방심한 납치범 둘을 살해한다.
그 사건 이후 미카사가 갈 곳이 없다며 낙담하고 있자 엘런이 자신이 두르고 있던 목도리를 미카사에게 둘러주게 되는데, 그 뒤로 미카사는 이 목도리를 밤이나 낮이나 잘 때나 깨어 있을 때나 두르고 다닌다.
엘런의 가족들과 함께 월 마리아 시간시나구에서 살고 있었으나, 갑자기 나타난 초대형 거인에 의해 방벽의 문이 파괴되면서 에렌과 함께 대피하게 되었다. 이때 엘런과 함께 양어머니 카를라 예거를 구하려다가 한네스에게 강제로 구출되었다. 이후 월 로제 안쪽에서 지내다가 엘런, 아르민과 함께 훈련병단에 입단한다. 원래 등까지 닿던 머리카락도 엘런이 "너무 길면 입체기동장치 훈련 때 위험할 것 같으니까 자르라."고 충고한 이후로 계속 단발이다.
훈련병 시절에 엘런이 기초훈련을 통과하지 못하고 전전긍긍하자, "적성에 맞지 않으면 그냥 개척자가 되는 게 어떻겠냐?"는 요지의 말을 하였고, 이에 화가 난 엘런이 자신을 노려보자 얼굴을 붉히며 "난 너 혼자 가라는 게 아니야. 네가 개척지로 가면 나도 따라갈 거야."라는 말을 한다. 착잡한 마음에 노려본 것이었지만, 미카사는 "너랑 헤어지고 싶지 않다"는 뜻으로 받아들인 것이다. 그리고 엘런은 개척자가 되라는 말을 듣자마자 자리를 떠 버려서 같이 가겠다는 말은 듣지 못했다. 결국 의도와는 다르게 엘런의 열등감만 자극해 버렸다. 이후 진로에 대한 얘기를 할 때도 "엘런, 네가 가는 병단으로 따라갈거야"라고 하기도 했다.
엘런이 장비교체 후 기초훈련을 통과하고 "나도 할 수 있다!", "어떠냐!"는 뜻을 담아 자신을 쳐다보자, 아르민 등 다른 사람들은 "어떠냐?"라고 눈빛으로 말하는 것 같아라고 할 때 혼자 "아니야, 이걸로 나랑 헤어지지 않아도 된다고 안심하고 있는 거야."라며 안심했다. 그 반응에 동기생들은 옆에서 황당한 표정을 지었다.
846년에 황무지 행군훈련에서 제 2반의 기록 담당을 맡아 훈련했다.애니 레온하트와 함께 크리스타 렌즈를 구했다.
훈련병 졸업 직후 초대형 거인이 쳐들어왔을 때는 명령이고 뭐고 무시하고 엘런을 지키고자 엘런과 함께 가려다가 그만 좀 하고 상관의 명령에 따르라는 엘런의 일침을 듣고 침울해하기도 한다.
이안 디트리히의 휘하에서 거인들을 처리하다가 문으로 가는 기행종을 처치한 후, 피난이 늦어지는 이유가 디모 리브스가 상단 마차를 무리하게 성문을 통과시키려다가 길을 막고 있기 때문임을 알고, 반 협박으로 쫓아내 버린다. 협박하는 리브스에게 "시체가 어떻게 말하지?"라고 반문한다. 그리고 한 여자아이에게 감사를 받자 경례로 답한다.
주민 대피가 완료되자 엘런의 상황을 알아보려고 전방으로 갔다가 아르민을 만나게 되며, 아르민에게 엘런이 거인에게 잡아먹혔다는 소식을 듣게 되는데, 아르민은 미카사에게 이 소식을 전해야 할 때 혹시나 모를 멘붕을 우려했지만, 미카사는 겉으로는 침착하게 사실을 받아들이고 진정하라며 말을 하면서 그를 다독이고는 홀로 선봉에 서서 보급반을 구하러 갔다. 대단한 정신력이지만 그것은 겉보기일 뿐, 실상은 심하게 동요하고 있었으며, 가스가 다 떨어져 추락한 이후에는 삶을 포기할 정도에 이른다. 그러나 죽으면 엘런을 기억하는 것조차 할 수 없다는 것을 문득 깨닫고 살기 위해 눈물을 흘리며 거인에 맞서 싸우려 한다.
엘런의 생환을 확인하고 나자 눈에 생기가 돌아오고 엘런을 끌어안은 채 목을 놓아 펑펑 울어버린다.
이후 첫 번째 거인화에서 돌아온 후 위험 요소로 간주되어 주둔병단에게 포위되었을 때는 오직 그만을 지키고자, 아르민과 함께 엘런을 포위하고 적의를 드러내는 병력 모두를 홀로 상대하며 살기를 내뿜는다. 이 살기는 엘런이 거인화를 제어하지 못하고 있을 때 당황하며 철수하려는 주둔병단의 정예들을 상대로도 나타나는데, 지휘권을 맡은 이안 디트리히 반장이 현명한 판단으로 제지한 후, 미카사에겐 자유롭게 움직이라며 그 편이 연인을 지키기 위해 실력을 발휘하기 좋을 거라는 지시를 내리자 얼굴이 빨개지며 가족이라고 정정한다. 미카사가 실제로 엘런을 어떻게 생각하는지 드러나는 장면이다.
트로스트구 탈환 작전 때 거인의 힘을 제어하지 못한 엘런의 공격을 받는 바람에 오른쪽 얼굴에 상처를 입었다. 그 이후 미카사의 오른쪽 얼굴에는 그 상처로 인한 흉터가 남게 되었다.
심문소에서 리바이 병장이 엘런을 때린 적이 있어 그에 대한 감정이 심히 안 좋은 듯하다. 나중에 엘런을 만나자 그의 몸상태를 걱정하며 매우 어두운 얼굴로 "그 꼬마는 너무 건방졌어... 언젠가 반드시 마땅한 응분의 보복을..."이라는 대사를 날린다. 애니메이션에서는 이 말을 리바이가 듣고 있었다는 설정이 추가되었다. 그래서 22화 초반부에서 리바이가 미카사의 얼굴을 제대로 바라보며 미카사와 엘런의 관계를 새삼 깨닫는 장면이 나온다.
이후 갑자기 나타난 여성형 거인에게 에렌이 잡혔을 때, "엘런만 구출하고 도망가라!"는 리바이의 명령을 무시하고 엘런의 복수를 위해 여성형 거인을 죽이려다가 오히려 리바이의 발이 부러지게 되었으며, 이 때문에 죄책감을 느끼게 되었다.
그 외에도 여성형 거인을 적대하는 것을 망설이는 엘런을 무섭게 다그치면서 "설마 특별한 감정이 있는 건 아니겠지?"라고 묻는다. 애니메이션 24화에서는 예고대로 컬러화된 것에 덧붙여 작중 분위기와 부분 확대까지 더해져 훨씬 더 압도적인 포스를 과시했다. 동공만 확대된 부분에 이르면 숫제 광기마저 느껴진다.
원작 33화와 애니메이션 25화에서도 최후의 최후에는 벽을 타고 도망치는 애니의 손가락을 잘라내어 지상으로 떨어뜨림으로써 포획에 일조했다. 원작에서는 거인화한 엘런이 지지대가 되어 도약에 도움을 주었지만 애니메이션에서는 엘런이 화염 거인이 되어 버렸기에 그러지 못하고 그냥 혼자 벽을 타고 올라가 베어버리는 것으로 바뀌었다. 엘런이 거인화에서 돌아온 후 지하실에서 피곤에 지쳐 잠들어 있을 때는 회의 참가도 거절하고 엘런 옆에 꼭 붙어 있는 모습을 보여준다. 애니메이션에서는 엘런이 화염거인이 되어 날뛰었을 때의 심정을 토로하며 '이대로 죽어도 좋다고 생각했다'고 말하자 깜짝 놀라 엘런의 손을 꼭 붙잡고 '돌아와서 다행이야'라고 말한다. 다른 이들이 나간 뒤에는 어느새 엘런 곁에 더 가까이 가있다.
엘런의 회상 중, 애니와 대인격투술 훈련을 하다 애니가 관절기로 엘런을 깔아뭉개고 "좀 더 학습하자고. 여자아이와 대화하는 법을.", "그래, 그렇게나 더 알고 싶어?" 같은 소리를 하자, 라이너를 집어던져 둘 사이를 떼어놓고 싸움을 건 일도 있다. 엘런이 계속 애니에게 당하고 있어서 거기에 대한 복수였는지, 아니면 애니가 엘런과 붙어 있어서 그랬는지, 혹은 둘 다인지는 알 수 없다. 훈련소에서의 생활을 보면 애니가 엘런을 이래저래 의식하는 모습을 종종 보여주기에 이 때문에 경계했을 수도 있다.
이후 우트가르트 고성에 고립된 라이너, 베르톨트, 코니, 유미르, 크리스타를 구한다.
라이너는 자신들의 비밀을 밝히고 '거인 측에 에렌을 데려가냐 아니면 병사로 남을 것인가' 사이에서 고민하다가 엘런을 데려가려 한다. 그러나 라이너나 베르톨트는 거인화를 하기도 전에 미카사에게 베이고 만다. 이때 미카사는 둘을 죽일 작정이었지만, 3년 동안 동고동락한 기억으로 인한 망설임으로 죽이는 데 실패한다. 그 자신도 이를 되씹어 보고 "다음은 없다"고 결심을 굳힌다.
이후에는 거인화한 엘런과의 합동 작전으로 갑옷 거인을 코너로 몰기도 했지만, 초대형 거인의 60m급 바디 프레스로 인해 엘런을 빼앗긴다. 한동안 의식을 잃었다가 깨어난 후 아르민을 통해 절망적인 상황을 인식하곤 "단지 엘런의 곁에 있고 싶었을 뿐"인 소망을 말하며 슬퍼하나, 한네스의 격려로 아르민과 함께 다시금 의지를 다잡는다.
원작 48화에서는 이전에 라이너와 베르톨트가 거인화하기 전에 죽일 수 있었으나, 한순간의 망설임으로 놓쳐버렸던 일을 되풀이하지 않겠다는 기세로 비장한 표정을 지으며 라이너 무리에 달려든다. 그리하여 우선 유미르의 눈을 베어 약화시키고, 곧바로 베르톨트에게 묶여 있는 엘런을 구하려 했으나, 라이너의 가드로 저지당한다. 이때 엘런을 뒤에 묶고 있는 베르톨트를 노려보고 베르톨트는 식겁한 표정을 짓는다. 원작에서는 비교적 가볍게 묘사되고 넘어갔지만, 애니판에서는 애니에 관해서 엘런을 추궁할 때처럼 엄청나게 섬뜩하게 연출이 강화되었다.
거인화한 유미르가 계속 미카사를 방해하자 약화된 유미르부터 죽이려고 결심하고 공격하려한다. 이때 앞에 나서서 저지하는 크리스타에게 여전히 에렌을 최우선시하는 모습을 보인다.
이때 미카사가 "(엘런을 구하는 걸) 방해한다면 너도 베겠다"는 뉘앙스의 발언인 "크리스타, 너는 어느 쪽이야? 너도 방해하려는 거야?"라는 말을 한다. 일견 감정이 격해진 것처럼 보일지는 몰라도, 사실 대화가 성립하는 것 자체가 미카사가 상당히 이성적이라는 증거이고, 무엇보다 방해한다면 당장 죽이겠다는 판단은 객관적으로 옳다. 오히려 인류의 입장에서는 크리스타의 행동이 배신이나 다름 없는 일이고, 크리스타 역시 이를 인지하고 있는 듯 미카사를 책망하는 것이 아니라 그저 이해해주기만을 바랐다. 미카사는 다음에 만나면 반드시 죽이겠다고 마음먹은 대상인 베르톨트를 대하고서도 그의 한이 맺힌 절규를 듣고선, 단지 엘런을 풀어달라고만 하는 등 이성적인 모습을 보인다.
49화에서는 아르민, 에르빈과의 협공으로 엘런을 구해냈다. 하지만 도중에 거인에게 붙잡혔을 때 허리에 부상을 입은 듯하다. 엘런을 구한 후 말을 타고 후퇴했지만, 라이너가 내던진 거인에 의해 엘런과 함께 낙마하고 말았다. 직후에 카를라 예거를 잡아먹은 거인과 5년 만에 다시 대면하게 된다.
50화에서는 한네스가 눈앞에서 죽고 미카사도 어떻게든 저항하려고 하지만 허리에 힘을 주지 못해서 그저 주저앉는 상태가 되었다.
사방에서 몰려드는 거인들과 완전히 궁지에 몰린 조사병단의 상황을 보고, 이제 정말 끝이라는 생각이 들었는지 엘런에게 입을 맞추려고 한다.
그리고 이런 미카사의 고백에 엘런은 그딴 거, 얼마든지 둘러 줄게. 앞으로도 쭉 얼마든지.라는 대사와 함께 자신이 지닌 또 다른 거인인 시조의 거인의 능력 좌표를 발동하게 된다. 이후에는 엘런의 등에 업혀 살아남은 후 나머지 동료 병사들과 함께 귀환한다.
51화에서 월 로제의 방벽 위에 도착한 후 허리부상이 아니라 늑골 골절을 입었던 것으로 밝혀졌다. 그러나 일주일 후 몸이 쑤신다는 이유로 엘런의 만류에도 불구하고, 장작패기와 복근운동도 하고 있었고, 다른 104기 상위권에 있던 동기들과 마찬가지로 '신 리바이반'에 편입된 상태다. 52화에선 장, 사샤와 함께 대사없이 모습만 보였다. 
53화에서는 엘런이 거듭된 거인화 실험 중 폭주해 위기에 빠지자 크게 동요하기도 했고, 엘런이 무사히 구조된 뒤 한지에게 적대적인 시선을 보내기도 했다. 53화에서 경질화가 가능한지에 대한 실험으로 거인의 몸과 동화되려고 하는 엘런의 모습에 흥분을 해 횡설수설하는 한지에게 적의를 보이거나 정신을 잃은 엘런에 대한 걱정을 하는 모습을 보였고, 말미에는 리바이 등과 함께 엘런과 크리스타로 위장한 장과 아르민의 납치범들을 추적하고 있는 중이다. 이때 리바이의 부상이 어떠냐고 묻는데, 리바이의 반응으로 보아 아무래도 완치되지 않은 것으로 보인다. 54화에서는 리바이와 함께 건물 안으로 잠입해 납치범들과 납치범들의 보스인 리브스 상회의 보스 '디모 리브스'를 생포하는데 성공한다. 그리고 트로스트구 방어전 때 피난민들을 대피시키는 동안 디모 리브스의 얼굴을 알고 있었기에, 아니라고 발뻼하던 그의 거짓말에 리브스 상회의 보스였다는 것을 증언한다. 이후 리바이가 디모 리브스에게 조사병단에게 협력할 것을 요구하면서 크리스타와 함께 엘런을 넘기주려는 척하는 것에 대해 따지려고 했다.
55화에서는 아주 짧지만 임팩트 있는 대사를 날렸다. 아르민이 왕정 타도를 위한 구체적인 계략을 순식간에 짜내자, 경악한 동료들이 얼어붙은 가운데 장과 엘런에 이어 마무리로 "난 너를 그런 애로 키운 적 없다."라고 말했다. 그런데 56화에서 밝혀진 바에 따르면 리바이의 성이 아커만이라고 한다. 한편 같은 화에서 에렌과 히스토리아를 진짜로 납치한 중앙헌병단 소속 대인제압부대 대장도 아커만이라고 불리고 있다. 이쪽도 미카사와 무슨 관계일지 알 수 없는 상황이다.
57화에서는 조사병단원에 대한 수배령이 떨어진 상황에서도 엘런을 구하기 위한 각오를 다지고 있다. 장이 리바이의 명령이라도 사람을 죽이는 일은 못하겠다고 하고 사샤와 코니도 리바이의 이전 행동에 반감을 드러낸 것과 달리, 무덤덤한 표정으로 '그 꼬맹이가 무슨 생각인지는 나도 이해할 수 없지만 해야 한다면 하겠다'고 말했다.
58화에서 작전을 수행하다가 일이 꼬이자, 리바이의 지시에 따라 짐마차를 엄호했다. 그러던 중 한 헌병이 아르민을 노리자 발로 차서 짐마차에 떨어뜨렸으나, 장이 미처 그 헌병을 죽이지 못해서 본인이 칼을 들고 달려든다. 하지만 그 헌병은 결국 아르민이 죽였고, 59화에서 아르민이 이 일로 후유증에 시달리자 옆에서 위로해주었다. 이때 미카사도 이랬었냐는, 전과를 들추는 발언을 들었음에도 뭐라 하지 않고 이해해주기도 했다.
60화에서 리바이가 헌병 리더를 취조하던 도중 케니의 풀네임인 '케니 아커만'이 나오자 놀라는 모습을 보여준다. 이 장면을 볼 때 케니와 리바이, 그리고 미카사의 관계가 조만간 드러날지도 모른다.
63화에서는 아버지의 일족인 '아커만 가문'은 "도시에서 박해를 받았기에 산 속으로 쫓겨나 살았지만 왜 아커만 가문이 박해를 받은 것인지는 모른다"고 아버지에게 들었다고 말했다.
65화에서 미카사의 출생에 관하여 어느 정도 밝혀졌다. 케니가 젊은 시절, 자신의 할아버지와 한 대화 중에서 "분가 쪽이 시간시나구로 옮겼는데 거기서도 장사를 방해하는 놈들이 나타나 여전히 먹고 살기 힘들다"는 말을 케니가 할아버지에게 말해주었는데, 아마 시간시나구로 거주지를 옮긴 분가 쪽 아커만 일족 사람 중에 미카사의 아버지가 있는 것 같다. 즉 리바이와 미카사, 케니는 같은 피가 흐르는 것이다.
이후 67화에서 '강풍에 날아가는 히스토리아를 구했고, 68화에서 기절한 에렌을 깨웠다. 이후 거인으로 변한 로드 레이스를 뒤쫓으면서 지하실의 열쇠를 거론하면서 레이스의 혈통에 의지하지 않고 방벽 내의 인류의 기억을 보존시킬 방법이 있을 거라는 말을 한다. 이후 68화에서 거인 로드 레이스를 토벌할 작전을 준비한다. 이후 70화에서 히스토리아의 목장 일을 도우면서도 무서운 표정을 지으며 너무나 가까워진 에렌과 히스토리아와의 사이를 견제하며, 그간 일을 회상하며 심란해진 에렌을 걱정한다.
72화에서 에렌이 기운을 되찾고 장과 싸우는 모습을 예전처럼 강제로 뜯어말리지 않고 웃으며 지켜보고, 인류 최강의 병사한테 명치를 맞은 에렌을 비실하고 체구도 작은 아르민이 부축해 옮기도록 내버려 두는 등, 과거에 비해 엘런에 대한 집착이 많이 절제된 듯한 모습을 보여주었다. 그동안 "미카사와 리바이를 질투했지만, 이제는 아니다"라는 엘런의 솔직한 고백을 보아 미카사에 대한엘런의 열등감 역시 완화된 듯 보인다. 한편 엘런과 아르민이 바깥세계에 대한 이야기를 나누며 웃는 모습을 보며 또 둘만 아는 이야기를 한다고 하는 것을 보아 엘런과 아르민은 아직 미카사에게는 바깥세계에 대한 이야기를 들려주지 않은 모양이다. 
73화에서는 엘런의 상태가 좋지 않은 것을 눈치채고 이름을 불렀으나, 그보다 조금 늦게 말을 건 아르민에 의해서 그대로 씹히고 자신은 모르는 이야기를 나누는 에렌과 아르민의 대화를 뒤에서 지켜본다. 미카사가 둘의 사이에 끼어들 수 없는 듯 한 묘사의 반복과 소외감이 묻어나는 72화의 대사가 어우러져 독자들의 안습을 자아내기도 하였다.
74화에서는 거인의 몸 밖으로 나온 에렌을 회수하여 벽 위로 돌아오고 묵묵히 망토를 벗어 둘러 준다. 이후 계속해서 에렌의 곁에 머무르며, 라이너에게 아르민이 살해당하기 직전 전략이고 뭐고 잊고 뛰쳐나가려 하던 에렌을 저지한다. 리바이가 라이너를 공격하는 모습을 에렌보다 빨리 파악한 듯하다.
갑옷거인으로 변한 라이너가 거인이 된 에렌이 짐승거인의 뒤를 치는 것을 방지하기 위해 에렌을 쫓자, 미카사는 에렌 주위를 돌며 기회를 노린다. 에렌이 관절기로 라이너를 몰아붙이자 미카사는 한지와 같이 갑옷거인의 눈을 뇌창으로 공격해 시야를 빼앗는다.
그러나 나머지 병력들이 뇌창으로 갑옷거인의 갑옷을 부수고 라이너의 머리를 파괴했음에도 라이너는 죽지 않았다. 도리어 베르톨트가 라이너의 부름에 응답하여 전장에 개입한다. 이후 아르민과 베르톨트와의 최후 교섭에서 베르톨트가 칼을 들고 아르민에게 접근하자, 미카사는 베르톨트의 뒤를 공격한다. 미카사는 베르톨트의 칼을 자신의 칼로 쳐내고 다른 칼로 베르톨트의 머리를 공격한다. 그러나 베르톨트는 귀를 베이면서도 몸을 숙여 공격 전체를 피함과 동시에 미카사의 얼굴에 발을 날린다. 간신히 공격을 막았지만 미카사는 그 힘에 튕겨나가고 베르톨트가 아르민을 죽이기 위해 달려들자 칼을 던져 제지한다. 미카사가 다시 돌진하고 베르톨트는 달아난다. 미카사는 베르톨트가 "이전의 그와는 다르다"고 느낀다. 
베르톨트가 초대형 거인으로 변하는 와중에 생긴 후폭풍에서 미카사가 아르민을 보호한다. 
80화에서는 초대형 거인의 증기를 뚫고 뇌창을 박으려 했으나 실패하고 뇌창의 파편에 맞아 경상을 입었다. 이후 아르민에게 반격의 활로를 묻지만 아르민은 선뜻 답을 주지 못했다.
81화에서 부활한 갑옷 거인 때문에 망연자실해 있다가, 아르민이 초대형은 "엘런과 자신이 잡을 수 있다"고 말하며 "갑옷거인을 맡아 달라"는 부탁을 받는다. 기운을 차린 미카사는 아르민의 작전대로 나머지 리바이 반과 함께 갑옷 거인을 유인하려 간다. 
그 후 82화, 미카사는 갑옷 거인을 여기서 죽일 수 밖에 없다는 판단을 내린다. 미카사는 갑옷 거인의 오금 부분에 뇌창을 찔러 넣어 갑옷 거인을 움직이지 못하게 한다. 그러나 갑옷 거인의 시선을 끌기 위해 달려든 장, 뇌창으로 갑옷 거인의 턱을 공격해야 하는 사샤가 갑옷거인이 부순 지붕의 파편에 맞아 각각 경상과 중상을 입고 튕겨나간다. 뇌창을 적중시킨 건 코니 밖에 없는 상황. 턱이 열리지 않았음에도 미카사가 뇌창을 이용하려는 찰나, 다시 나타난 한지가 갑옷 거인의 턱을 부순다. 바로 그 직후 미카사는 갑옷거인의 목구멍에 뇌창을 찔러 넣어 라이너를 밖으로 튕겨 나오게 만든다.
이어지는 83화에서는 제압당한 라이너를 한지가 심문하는 와중에 장을 치료해주고 있다. 한지의 명령에 따라 리바이와 엘런의 상황을 보러 가지만 초대형 거인 제압작전으로 인해 빈사상태인 아르민을 목격하고는 충격을 받는다. 이후 리바이가 하나뿐인 거인화 주사를 아르민 대신 마찬가지로 빈사상태인 에르빈에게 놓아 살리겠다고 선택하자 심상치 않은 표정으로 칼을 빼어든 채 리바이 쪽으로 다가가며 83화 종료.
84화에서는 잠시간의 언쟁 끝에 리바이가 주먹으로 에렌의 이를 또 털어버리자 칼을 든 채 리바이를 뒤에서 덮친다. 미카사가 달려들 것을 예상한 리바이가 곧바로 뒤로 돌아섰음에도 의외로 쉽게 제압당했다. 짐승거인과의 난투 등으로 힘이 다 빠진 탓으로 보인다. 주사를 놓고 리바이와 미카사가 힘겨루기를 하던 중 리바이가 "에르빈의 힘이 없으면 인류를 구할 수 없다" 고 말하자 엘런이 "아르민이 없어도 무리, 인류를 구하는 건 나도 단장도 아닌 아르민" 이라며 아르민의 활약을 내세운다. 그 말을 들은 미카사는 주사를 달라며 리바이를 더 몰아붙였고, 이때 "내가 살아난 이유는 악마를 되살리기 위한 것" 이라며 플록이 달려들자 칼의 방향을 돌려 칼등으로 그를 내리치려는 태세를 갖추었으나, 뒤에서 어깨를 감싸고 매달린 한지에게 제지당한다. 미카사가 떠나자마자 주사를 꺼내든 리바이를 보고 소리를 지르고 울면서 발버둥치다가 "에르빈을 살려야 한다"는 한지의 말에 "아르민도 그건 할 수 있다!"며 그녀의 구속을 뿌리치고자 손목을 붙들었지만, 한지가 "나 역시 살리고 싶은 사람이 많다"며 달래자 아르민과의 추억을 회상하며 힘을 잃고 늘어진다. 이후 본 모습으로 돌아온 아르민을 안고 눈물을 흘린다.
85화에서 엘런, 리바이, 한지와 함께 에렌의 집의 지하실에서 엘런의 친아버지이자 자신의 양아버지 그리샤 예거의 수기를 발견해 벽 밖 인류는 멸망하지 않았다는 내용과 그리샤의 과거를 확인하고 월 로제로 귀환한다.
88화에서 밝혀진 사실로 상당히 안습하게 되었는데, 아홉 거인의 힘을 담게 된 '유미르의 백성' 계열의 엘디아인은 13년 후에 죽게 되는데, 이에 따르면 엘런은 8년, 아르민은 13년 뒤에 사망하게 된다. 가장 친한 친구 둘이 결국은 수명을 다해 죽게되는 셈. 엘런과 아르민의 대화를 통해 이것을 알았는지 심적으로 대단히 고통스러워하는 모습을 보였다.
89화에서 구금이 풀렸는데 위의 사실을 안 정신적 스트레스 때문인지 상당히 초췌한 모습을 보였다.
월 마리아 탈환 1년이 지나고 나서 드디어 바다에 도달한다. 역시 바다는 처음인 듯 신나서 물장구를 치는 아르민과 달리 당황해하는 의외의 모습을 보였다.
바다에 도달한 시점에서 3년이 더 경과함에 따라 19세.
101화에서 전퇴의 거인에게 뇌창을 날려 쓰러뜨리면서 등장한다.전보다 더 짧은 숏컷이 되어 중성적인 느낌이 강해졌으며, 여전히 목도리를 하고 있다. 3년 후의 조사병단 군복은 전보다 전체적으로 어두운 옷이며, 대거인과 대인용 입체기동장치를 둘 다 차고 있다. 예전에 양 팔에 하나씩 장착하던 뇌창도 한쪽 팔에 4개씩 장착하도록 개량되었으며, 쟝이 마레측 병사에게 총을 쏘는 모습을 보면 뇌창과 더불어 총까지 발사할 수 있는 듯. 거인과 인간 둘 다 상대할 수 있는 기동장치이다. 뇌창으로 전퇴의 거인을 일격에 날려버리는 장면은 거인을 이용한 인류과 거인을 상대한 인류의 대거인 전력의 차이를 절실히 보여주고 있다. 그리고 미카사의 등장에 에렌이 와줘서 다행이라며 안도하고, 미카사는 에렌에게 부탁이니 돌아오라는 말을 함으로써, 왠지 미리 합이 맞추어진 것이 아닌, 에렌이 다른 이들과는 다른 단독 작전을 일방적으로 통보 및 강행하는 과정에서 에렌을 도와주고 있는 듯한 분위기를 풍기게 되었다.
102화에서 본격적인 등장이 시작되고, 쟝과 더불어 학살에 대해서는 부정적인 의사를 보여줬다. 거인화를 하며 민간인과 아이들을 죽인 에렌에게 이제 걷잡을 수 없다며 돌아오라고 말한다. 이후 쓰러지지 않은 전퇴의 거인을 혼자 상대하여 에렌이 본체를 찾을 시간을 벌어준다.
103화에서는 전퇴의 거인의 본체가 있는 수정막에 뇌창을 먹이지만 먹히지 않는 것을 확인하고 후에 턱 거인과 싸우게 된다.
104화에서 턱 거인을 유도한 뒤 다리를 무력화시켜 에렌이 턱 거인을 이용해 전퇴를 먹을 수 있도록 돕는다. 이후 라이너의 갑옷이 깨어나자 에렌을 구출한 뒤 비행선으로 도주한다.
105화에선 리바이 병장이 비행선에 올라온 에렌을 발로 예전처럼 차는 모습을 보고 순간 움찔하지만 아르민이 확신의 찬 표정으로 가로막는다. 예전과 다르게 미카사는 마지못해 수긍하는 듯한 표정으로 얼굴을 떨군다. 아마 에렌을 항상 믿어주는 미카사지만 이번만은 에렌의 작전이 무모하다는 것을 느끼고 있는 거 같다. 지크와 에렌이 수감되어있는 방에 있어서 사샤가 가비에게 사살당하는 걸 몰랐다가 장으로부터 사샤가 총에 맞아 목숨이 위험하다는 걸 듣자 얼굴이 굳어진 채로 아르민과 함께 격납고로 향하지만 끝내 사샤는 불귀의 객이 되어버렸고 죽은 사샤를 보며 눈물을 흘린다.
107화에서 외부 국가인 '히즐국'과 우호관계를 맺게 된 파라디 섬 관계자 간의 회담에서 히즐국 대사인 아즈마비토 키요미가 검 세자루가 원을 그리고 있는 형태의 표식을 보여준다. 그 표식과 같은 문양이 미카사의 팔에 새겨져 있었고 이것은 히즐국 지도자 가문인 쇼군가의 문장이라고 한다. 즉, 미카사는 히즐국 지배자 가문의 마지막 후예인 것이다.
108화에서는 104기 동료들과 에렌의 처리를 어떻게 할지 토론한다. 레일 건설을 하는 회상 장면에서는 혼자 철근들을 옮기고 남들보다 배로 많은 각목을 아무 표정없이 옮기고 있는 모습을 보여줌으로써 힘이 타인과는 차원이 다르다는 점을 깨알같이 어필한다.
109화에서 예전에 트로스트구 공방전 당시 구해준 여자 아이 루이제가 에렌 관련 정보를 프록 폴스터와 함께 누설한 죄로 감옥에 갇힌 것을 보고 대화를 나누지만 도중에 두통을 겪게 된다.
112화에서 그 두통의 원인이 바로 아커만 일족은 스스로 주군의 명령에 따라가도록 만들어진 일족인데 그 본능에 저항하면서 생기는 두통이라고 한다. 즉 에렌을 무조건적으로 따르려는 건 미카사의 의지가 아니었던 것이다. 이에 관련해서 에렌이 미카사가 싫었다는 발언에 아르민이 달려들자 눈물만 흘리는 와중에도 아커만 일족의 본능이 발동해 아르민을 제압하는 모습을 보인다.
다만, 지크에 따르면 아닐 것이라도 한다. 130화에서 에렌과 지크의 대화 중 에렌이 미카사의 두통과 자신에 대한 집념에 대해 지크에게 물어보는데 지크는 아커만 일족이 본능의 눈을 뜨는 각성의 순간은 있어도 그런 경우는 없다고 한다, 지크는 이에 대해 미카사가 에렌을 위해서라면 거인을 비틀어 죽일 수 있을 정도로 그저 에렌을 좋아하는 것이라고 알려줬다, 즉 미카사의 에렌을 향한 마음은 본능이 아니라 미카사 본인의 것이라는 것. 그 후 엘런이 자신의 수명이 4년 밖에 남지않았다는 것을 언급한 점과 에렌이 땅고르기를 실행하는 것을 보면 자신의 죽음을 미카사가 슬퍼하지 않도록 자신이 없어도 살아갈 수 있도록 일부러 "너가 싫다"라는 말과 함께 거짓말을 한 것으로 추정된다.
123화에서 과거를 회상한다. 마레에 잠입하여 처음보는 것들에 신기해하고 아이스크림을 사서 에렌에게 권하기도 하며 그날 저녁 피난민 캠프 앞에 있는 에렌을 만나고 에렌의 물음에 얼굴을 붉히며 가족이라고 답한다. 그리고 피난민의 대접을 받아 뒤쫓아온 104기 동료들과 함께 술을 마시고 다른 이들처럼 뻗어버린다. 그러나 그들이 기대를 걸었던 유미르의 백성 보호단체는 섬의 에르디아인은 적대하고 있었고 그날부터 에렌은 자신들의 곁을 떠나버렸다. 그러면서 그날 자신이 다른 대답을 했더라면 결과가 달라지지 않았을까 하고 생각했다고 하며 시점은 현재로 돌아와 아르민에게 에렌은 자신들을 배신하지 않았다는 것을 듣는다. 그리고 그 직후 에렌의 좌표능력으로 땅울림의 목적을 듣는다.
124화에서는 옐레나를 공격하려는 거인을 죽인다. 이후 다른 병사들과 함께 거인들을 성으로 몰아 몰살시킨다.
125화, 혼란스러워하는 아르민에게 지시를 요청하지만 "쟝을 도와, 조금쯤은 스스로 생각해"라는 핀잔을 듣는다. 거기에 에렌은 어떻게 할꺼냐고 묻는데 초조함이 폭발한 아르민이 마구잡이로 소리친다. 이에 미카사는 "미안..."이라고 사과한다. 이후 쟝과 프록이 있는 상층부로 올라가 리바이와 한지의 소재를 묻는다.
132화, 비행정을 띄우기 위해 일행들과 짐을 옮기며 등장한다. 이때 애니를 보며 신형 입체기동장치는 익숙하지 않으니 라이너와 같이 주변을 돌며 연습하라 하지만 애니는 비행정에 탈 생각이 없었기에 이를 거절한다. 이후로 애니의 이야기를 듣고 마저 짐을 옮기며 자신은 에렌에게 갈거라 하는데 이때 애니가 인류를 위해 에렌을 죽일 거냐고 하자 자신은 멀리 간 에렌을 데리고 올 뿐이라고 말한다. 그때 애니가 머플러는 더 이상 안 하냐고 묻자 머플러는 있지만 지금은 안 한다고 말한다. 그리고 비행정을 탈 준비를 하고 떠나려 할 때 겨우 살아남은 프록이 비행정에 총을 마구 쏴 대자 그의 목에 앵커를 꽂아넣어 프록을 죽인다. 비행정을 고치는 동안 땅울림이 비행정 가까이까지 오자 어찌할 줄을 모르고 있다 한지가 시간을 끄는 동안 비행정에 같이 탑승해 날아간다. 하지만 초대형 거인의 연기에 타버려 떨어진 한지를 보며 눈을 질끈 감으며 슬퍼한다.
134화에서는 다른 일행들과 같이 시조의 거인 위에서 싸우기 시작한다.
135화에서는 라이너, 리바이를 구했으며, 시조 유미르가 소환한 역대 아홉 거인에게 동료들이 밀려가는 게 보이자 당황하고 불안해하는 눈이 클로즈업되며 나는 강하다며 다 덤비라고 외친다. 그 순간, 애니와 가비, 그리고 턱 거인이 나타나 일행을 구해준다. '나는 강해'라는 대사나 다리를 다친 리바이라는 상황 등으로 1부 초기 때를 연상시키기도 한다는 의견이 있다.
138화에서는 장,코니,가비가 무지성 거인이 되는 걸 본다. 아르민, 리바이의 도움을 받아 엘런을 죽이고 키스한다.
139화, 사건이 끝난 후, 3년이 지난 시점에 머리카락이 다시 자란 모습의 미카사는 엘런의 머리를 돌고 가 엘런이 낮잠자던 나무 아래 묻어주고 그 곳에서 엘런을 그리워하며 작품이 끝난다.

## 성격
기본적으로 말수가 적고 표정 변화가 드문 차갑고 냉정침착한 성격이다. 거기에 더해 스스로와 타인에게 엄격한 철두철미함을 지녔으며 대화의 여지가 없는 전장의 적에게는 주저 없이 칼을 휘두르는 강인하고 늠름한 대장부.
하지만 의외의 성격으로 질투심이 높다.
다른사람에겐 차갑지만 유독 에렌 예거와 몇몇 동료들에게만 친절히 대해주는편.

## 주제곡
- 美しく残酷な世界 (아름답고도 잔혹한 세계/우츠쿠시쿠잔고쿠나세카이) (CV: 히카사 요코(日笠陽子)

진격의 거인 애니메이션 Season 1 1쿠르의 엔딩의 대미를 장식하는 엔딩곡. 프리다 라이스의 성우 히카사 요코가 불렀으며 히카사 요코의 압도적이고 우렁찬 가창력과 어우러져 한 없는 절망 속으로 떨어졌지만 '잔혹하고도 아름다운 세계'를 살아 나가겠다는 다짐과 결의를 청각화한 곡이다. 미카사를 주인공으로 하는 단편 외전 애니메이션 <Lost Girls Part.2: Lost in the Cruel World>의 엔딩을 장식한다.
- Army=>go

진격의 거인 애니메이션 1기의 곡으로 사와노 히로유키가 작곡했다. 미카사 아커만이 <소녀가 바라본 세계> 에피소드에서 과거를 회상하는 에피소드 중에 그가 처음으로 흉기를 쥐고각성하는 순간을 잘 표현했다. 아미고는 '군대의 출동'을 의미하며 각성을 시작으로 이미 백인분의 병사 몫을 거뜬히 할 수 있게 된 미카사와도 잘 어울리는 트랙명이다.
- 進撃vn-pf20140524巨人

미카사가 에렌을 납치해 간 아니 레온하르트를 필사적으로 추적하며 쫓아가는 장면에서 재생된 사운드트랙이다. 구 리바이 반의 선배들이 모두 전멸하고 거인화한 에렌조차 패배하고 먹이로 끌려가는 신에서 곡이 재생돼서 절망감이 극에 달한다.
- No Matter Where You Are(Vocal: 이시카와 유이(石川由衣/Yui Ishikawa))

미카사 아커만의 담당 성우 이시카와 유이가 부른 미카사의 캐릭터 송이자 이미지 송이다. 사와노 히로유키가 작곡한 mpi의 영어 보컬 노래이자 애니메이션 1기의 테마곡 중 하나였던 'Call your name'을 미카사의 심정과 심리어 맞게 일본어로 개사했으며 이시카와 유이의 맑고 청량하면서도 아름답게 울려 퍼지는 듯한 미성으로 마치 미카사가 정말로 노래 부르는 것 같은 분위기를 자아내 에렌을 향한 미카사의 그리움과 애정, 지키고픈 애절한 마음이 더 와 닿게 느껴진다. 미카사의 라이벌이자 대립하는 역할로서 비중을 차지하는 애니 레온하트도 Gemie가 직접 부른 <Call your name>도 애니의 테마곡이 되었으며, 주인공으로 나오는 단편 외전 <OVA: Lost Girls: Good Bye, Wall Sina>의 엔딩곡으로 삼입되었다.
- 13の冬 (13의 겨울/쥬산노후유)

진격의 거인 애니메이션의 오프닝곡들을 작곡해 온 <Linked Horizon>의 대표이자 리드보컬 Revo가 작곡하고 이시카와 유이가 부른 곡이다. <갈망과 시체의 길>과 더불어 <진실로의 진격(真実への進撃)>에 수록되었다. 미카사가 엘런과의 예정된 이별을 두고 느끼는 슬픔과 고통, 고뇌를 드러내는 곡으로, 십삼년의 겨울에서 13은 엘런의 수명을 의미하는 것으로 추정된다.

## 둘러 보기 및 외부 링크
- (영어) 미카사 아커만 영문 팬덤 위키